# Galeria Hosso w Policach

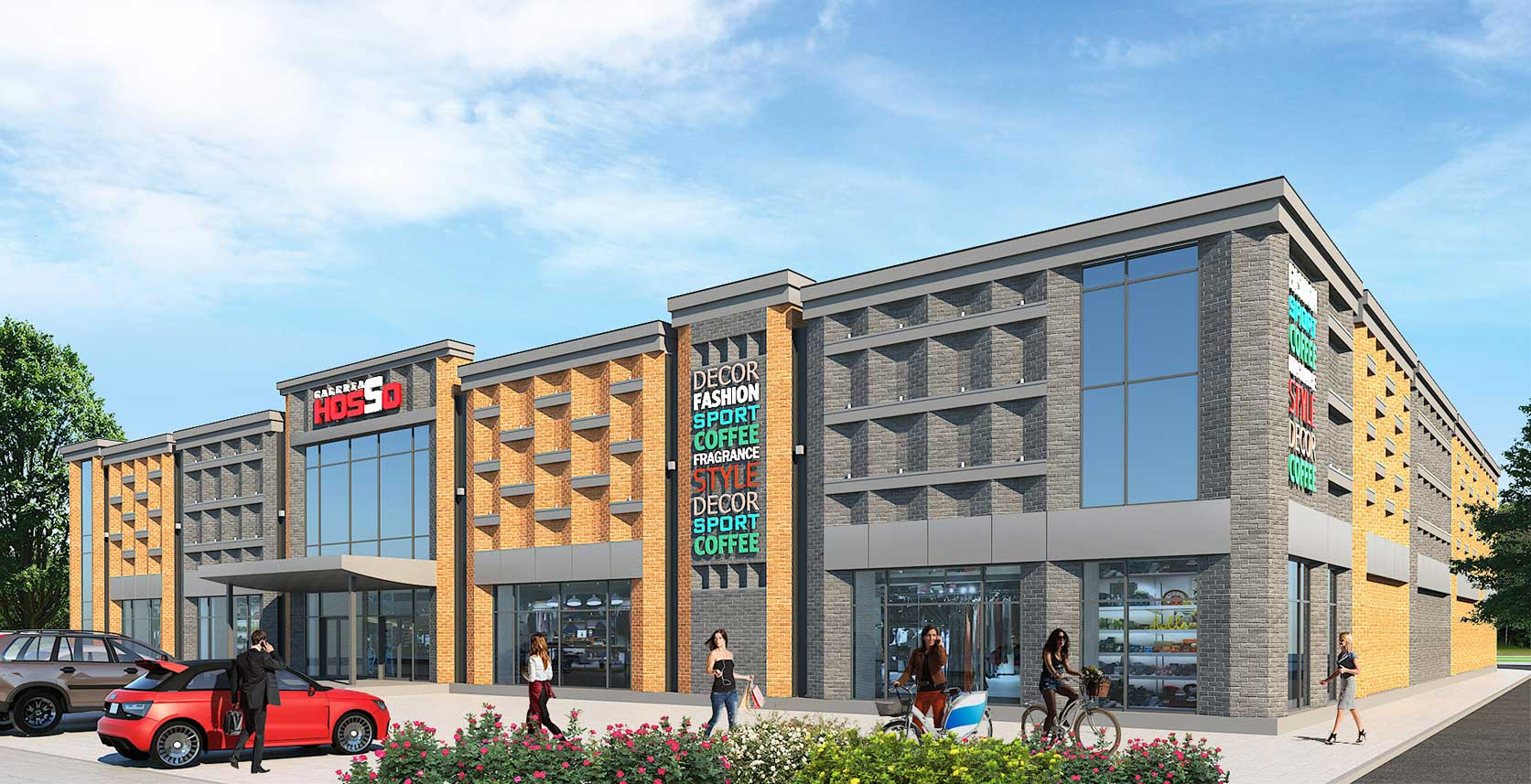
Wizualizacja Galerii Hosso w Policach

Galeria Hosso w Policach – dwukondygnacyjny budynek handlowo-usługowy, usytuowany w centrum Polic przy ul. Wyszyńskiego 13.
Na parterze galerii znajdują się: piekarnia Artisan, kiosk InMedio, salony firmowe Orange, Play, Plus i T-Mobile, apteka Puls, sklep z odzieżą damską Quiosque, drogeria Rossmann, market spożywczo-przemysłowy Stokrotka, salon optyczny Vision Express, sklep jubilerski Yes, kwiaciarnia oraz sklep spożywczy Żabka. Na pierwszym piętrze działalność prowadzą: sklepy sportowy 4f i Martes Sport, sklepy CCC i Neonet, oraz dyskont odzieżowo-przemysło Pepco.
Transport klientów pomiędzy piętrami umożliwiony jest poprzez obecność windy oraz schodów ruchomych. Na terenie galerii handlowej znajdują się płatne toalety, w tym dla osób niepełnosprawnych.

## Historia
Wcześniej mieściło się tu centrum handlowo-usługowe Kinga, które powstało jeszcze w latach 90. po przebudowie restauracji Oaza. Nowy inwestor poddał je rozbudowie oraz całkowitej modernizacji. Koniec prac budowlanych oraz rekomercjalizacji budynku nastąpił w III kwartale 2017 roku.